# Werner Stichs
Werner Stichs ist ein ehemaliger deutscher Richter.

## Leben
Bis zu seiner Pensionierung war Stichs Vorsitzender Richter am Landgericht Karlsruhe.
Am 26. Juli 2006 wurde Stichs mit 116 von 123 Stimmen vom Landtag von Baden-Württemberg zum stellvertretenden Richter am Staatsgerichtshof für das Land Baden-Württemberg gewählt. Er amtierte bis 2012.
Stichs ist Mitglied der SPD und in der Arbeitsgemeinschaft sozialdemokratischer Juristinnen und Juristen aktiv. Er war im März 2008 stellvertretender Kreisvorsitzender der SPD Karlsruhe. Er lebt im Karlsruher Stadtteil Rüppurr.

## Veröffentlichungen
- Schwarze Roben, weiße Westen. Richterkarriere contra richterliche Unabhängigkeit. In: justament drei Ein kritischer Blick auf die Beförderungspraxis in den Gerichten. 2000, S. 30–31.